# Celler El Vinyer
Celler El Vinyer és un celler de Fígols (Tremp) que elabora vins de la Denominació d'Origen Costers del Segre.
Va ser fundat per l'enòloga Eva Carmona l'any 2014, en una finca anomenada tradicionalment "els vinyers", a 650 m d'alçada, en què la família Carmona Bardella el 2002 havia recuperat la vinya després de molt temps sense conreu, amb l'objectiu de vendre el raïm.
La varietat conreada és principalment merlot. El 2015 es van embotellar i comercialitzar les primeres ampolles dins de la DO Costers del Segre. Comercialitza els vins amb noms inspirats en la geologia: Turritela negre (amb lleuger pas per bota), Turritela rosat (fermentat parcialment en bota de roure i acàcia), Nummulit (negre, amb criança en bota de roure) i en la parla pallaresa: Espurlent (blanc elaborat amb macabeu amb criança sobre les lies).